# Stanislav Kamarýt
 (septembre 2021).
Stanislav Kamarýt (10 novembre 1883 - 30 juillet 1956) est un espérantiste tchèque.

## Biographie

### Jeunesse
Stanislav Kamarýt nait le 10 novembre 1883 à Velešín, en Autriche-Hongrie.